# MIDNIGHT SPARKS
MIDNIGHT SPARKS（みっどないとすぱーくす）は1997年10月10日から1998年3月27日までRKB毎日放送（RKBラジオ）で放送されていたラジオ番組である。

## 番組概要
97-98年の年越しの際、RKBのイベントではあったが、福岡ドームでライブを行った。その様子は、RKBで生中継された。

## ネット局と放送時間
- RKBラジオ 金曜日 24:10～24:40(JST)

## パーソナリティ
- FANATIC◇CRISIS

初期の頃はボーカルの石月努を中心に構成。後期は週ごとにメンバーが変わるという方式。